# أنطوان هيرفيه
أنطوان هيرفيه (بالفرنسية: Antoine Hervé)‏ هو عازف جاز وعازف بيانو وملحن فرنسي، ولد في 20 يناير 1959 في باريس في فرنسا.

## وصلات خارجية
- الموقع الرسمي
- أنطوان هيرفيه على موقع IMDb (الإنجليزية)
- أنطوان هيرفيه على موقع ميوزك برينز (الإنجليزية)
- أنطوان هيرفيه على موقع ديسكوغز (الإنجليزية)